# Forgiven, Not Forgotten
Forgiven, Not Forgotten es el primer álbum del grupo irlandés The Corrs, lanzado en 1995 y del que se vendieron 6 millones de ejemplares. 
El álbum mezcla el pop-rock con la música tradicional irlandesa. De él salieron éxitos como Runaway, Forgiven Not Forgotten o The Right Time. El productor del mismo fue David Foster junto con Jim Corr.
En 2024 fue reeditado en vinilo.

## Éxito en las listas
El álbum entró en el puesto #37 en las listas inglesas, a principios de 1996. Reentró y llegó al número #2 en 1998 (estando en el número #1 su álbum Talk On Corners) y al #8 en 2000. Es además el 44.º álbum más vendido en la Historia de Australia, siendo el tercero más vendido en este país en 1996 consiguiendo 9 platinos. En Irlanda alcanzaron los 13 discos de platino, 3 en España y Reino Unido, platino en Dinamarca, Canadá, Francia y Nueva Zelanda, y oro en Suecia, Noruega y Estados Unidos.

## Lista de canciones
- Disco - Tiempo Total (48:43)

1. "Erin Shore" Intro Instrumental - 00:27
2. "Forgiven Not Forgotten" (Perdonado, no olvidado) - 04:15
3. "Heaven Knows" (El Cielo sabe) - 04:18
4. "Along With the Girls" Instrumental (Con las chicas) - 00:49
5. "Someday" (Algún día) - 03:51
6. "Runaway" (Escapar)- 04:24
7. "The Right Time" (La hora exacta) - 04:07
8. "Minstrel Boy" Instrumental (El juglar)- 02:12
9. "Toss the Feathers" Instrumental - (Echar las alas al vuelo) 02:50
10. "Love to Love You" (Amar amarte) - 04:08
11. "Secret Life" (Vida secreta) - 04:31
12. "Carraroe Jig" Instrumental  - 00:52
13. "Closer" (Más cerca) - 04:05
14. "Leave Me Alone" (Déjame sola) -  03:40
15. "Erin Shore" Instrumental (Costa de Erin)- 04:14

## Personal

### La banda
- Andrea Corr - Solista, Tin whistle
- Caroline Corr - batería, Bodhrán, Voz
- Jim Corr - Guitarra, teclados, Voz
- Sharon Corr - Violín, Voz

### También participaron
- Anthony Drennan - Guitarra eléctrica
- Keith Duffy - Bajo
- Mike Moran - Piano, teclados
- Simon Phillips - Batería en "Toss the Feathers"

## Producción
- Productores: Jim Corr. David Foster
- Ingenieros: Andrew Boland, Felipe Elgueta, Dave Reitzas
- Mezcla: Dave Reitzas, Bob Clearmountain
- Mastering: Bob Ludwig
- Arreglos: Jim Corr, David Foster
- Dirección de arte: Richard Bates, Sung Lee-Crawforth
- Fotografía: Guzman/Róterdam Conservatory Orquesta Típica

## Listas de ventas
Álbum
| Año  | Lista                | Posición |
| ---- | -------------------- | -------- |
| 1995 | Australia            | 1        |
| 1996 | Lista España         | 4        |
| 1996 | Irish Albums Chart   | 1        |
| 1996 | Austria              | 10       |
| 1996 | Traclisten Dinamarca | 5        |
| 1996 | The Billboard 200    | 131      |
| 1996 | UK Albums Chart      | 4        |
| 1998 | UK Albums Chart      | 2        |
| 1996 | Nueva Zelanda RMNZ   | 11       |
| 1996 | Japón Oricon         | 72       |

Singles
| Year | Single                    | Chart                        | Position |
| ---- | ------------------------- | ---------------------------- | -------- |
| 1995 | "Runaway"                 | Irish Singles Chart          | 7        |
| 1995 | "Runaway"                 | UK Singles Chart             | 49       |
| 1995 | "Runaway"                 | American AC                  | 20       |
| 1995 | "Runaway"                 | The Billboard Hot 100        | 68       |
| 1995 | "Forgiven, not Forgotten" | Irish Singles Chart          | 1        |
| 1995 | "The Right Time"          | Irish Singles Chart          | 3        |
| 1996 | "Love To Love You"        | UK singles chart             | 62       |
| 1997 | "Closer"                  | Australia & New Zealand only |          |

## Lanzamiento
- 1995, Reino Unido, Atlantic 7567-92612-2, 22 de septiembre de 1995, CD

- Datos: Q2162876